# Ouragan (torpilleur)
Pour les articles homonymes, voir Ouragan (homonymie).
L'Ouragan est un torpilleur d’escadre de classe Bourrasque, construit pour la marine française dans les années 1920. Pendant la Seconde Guerre mondiale, il a commencé la guerre dans la marine française et était en réparation à Brest pendant l’invasion de la France. La Royal Navy britannique l'a remorqué jusqu’au Royaume-Uni et l'a réquisitionné après l'armistice du 22 juin 1940. Elle a transféré l'Ouragan à la marine polonaise qui l'a maintenu en service pendant moins d’un an, le transférant, en 1941, aux Forces navales françaises libres, qui à leur tour, l'ont transféré à la Royal Navy en 1943. Le navire n’a pas eu d’autres actions et a été démoli pour la ferraille en 1949.

## Conception
Les navires de la classe Bourrasque avaient une longueur hors tout de 105,6 mètres, une largeur de 9,7 mètres et un tirant d'eau de 3,5 mètres. Les navires avaient un déplacement de 1320 tonnes à charge standard et 1825 tonnes à pleine charge. Ils étaient alimentés par deux turbines à vapeur à engrenages, chacune entraînant un arbre d'hélice, utilisant la vapeur fournie par trois chaudières du Temple. Les turbines ont été conçues pour produire 31000 chevaux (22800 kW), ce qui devait propulser les navires à 33 nœuds (61 km/h). Les navires transportaient suffisamment de mazout pour une distance franchissable de 300 nautiques (5600 km) à 15 nœuds (28 km/h).
L’armement principal des navires de la classe Bourrasque consistait en quatre canons de 130 mm modèle 1919 dans des affûts simples derrière un masque, deux pièces à l'avant et deux pièces à l’arrière des superstructures. Leur armement antiaérien consistait en un canon de 75 mm modèle 1924, remplacé par 2 canons de 37 mm AA en affuts simples au début des années 30.
Les navires embarquaient deux plateformes triples de tubes lance-torpilles de 550 millimètres au milieu du navire. Une paire de glissières pour grenades anti-sous-marines a été construite dans leur cul qui abritait seize grenades anti-sous-marines de 200 kilogrammes.

## Carrière
Au cours de la première année de la Seconde Guerre mondiale, l'Ouragan a servi dans la 4e division de torpilleurs avec les torpilleurs Bourrasque et Orage, basés à Brest. Au moment de l’invasion allemande de la France, en mai 1940, il subissait des réparations de machines à Brest, qui furent terminées à Devonport où la Royal Navy l'avait remorqué. Après l'armistice du 22 juin 1940, les Britanniques le réquisitionnèrent le 3 juillet et il fut transféré à la marine polonaise le 17 juillet 1940. Jusqu’au 30 avril 1941, il navigua sous le pavillon polonais (en utilisant l'indicatif visuel H16) mais sous le nom d’OF Ouragan (OF pour Okręt Francuski, « navire français ») au lieu du préfixe ORP habituel des navires polonais. Il était commandé par le capitaine de corvette T. Gorazdowski. La plupart des membres de l’équipage de l'Ouragan ont été transférés depuis l’ORP Grom (1936) qui avait été coulé le, 4 mai 1940, à la bataille de Narvik.
L'Ouragan a participé à des opérations autour des Îles britanniques, au cours desquelles il fut endommagé par une tempête (compartiment machines  et ses chaudières inondées) et une série de problèmes techniques, nécessitant 194 jours de réparation, contre seulement 31 jours en mer. Le 30 avril 1941, après 287 jours de service polonais, l'Ouragan est rendu aux Forces françaises libres, qui le cèdent à leur tour à la Royal Navy en 1943. Il n’est jamais retourné en opérations actives, a été désarmé le 7 avril 1949 et ferraillé.